# 民族車站
民族車站是臺灣鐵路公司屏東線的一座車站，為高雄市區鐵路地下化計畫中新建的捷運化車站以及高雄捷運黃線（預定）的捷運車站。車站位於高雄市三民區南部、民族陸橋東側下方，在屏東線於九如一路與凱旋一路平行的路段上。

## 歷史
- 2017年3月23日：行政院宣布前瞻基礎建設計畫列入高雄捷運黃線之路線規劃，採用地下化的中運量捷運系統，初步路線規劃本站將會設站。[1]
- 2018年10月14日：隨著高雄鐵路地下化工程完工而啟用。

## 車站概要
本站為簡易站，主要停靠區間車及區間快車。規劃中的高雄捷運黃線Y10民族站將於此轉乘。
可於站外「民族社區（民族一路）」、「民族社區（九如一路）」公車站轉乘5條公車路線、1條公車式小黃路線，或租借YouBike。

## 車站構造
本站礙於民族陸橋阻擋，台鐵車站設在陸橋東側，月台為地下二層側式月台；
黃線車站設在陸橋西側，月台為地下三層側疊式月台，
未來將於民族一路西側新增2個出入口以及與台鐵共站之聯通道。

### 車站樓層
| 地面      | 出入口                     | 出入口                                                    |
| 地下 一樓 | 大廳層                     | 車站大廳、詢問處、自動售票機、驗票閘門 洗手間、共站聯通道 |
| 地下 二樓 | 側式月台，左側開門         | 側式月台，左側開門                                        |
| 地下 二樓 | 1月臺                      | 屏東線 往 鳳山、屏東、潮州 方向（科工館） →               |
| 地下 二樓 | 2月臺                      | ← 屏東線 往 臺南、嘉義、斗六 方向（高雄）                 |
| 地下 二樓 | 側式月台，左側開門         |                                                           |
| 地下 三樓 | 2號月台                    | ← 黃線 往坔埔方向（大港站）                               |
| 地下 三樓 | 側式月台，左邊車門將會開啟 |                                                           |
| 地下 三樓 | 黃線大廳層                 | 車站大廳、詢問處、自動售票機、驗票閘門、洗手間            |

| 地下 四樓 | 1號月台                    | 黃線 往旅運中心方向（信義國小站）→ |
| 地下 四樓 | 側式月台，右邊車門將會開啟 |                                    |

## 利用狀況
根據2024年資料，本站每日旅運量約為1,855，在台鐵各站中排行第101名。
| 年   | 年間    | 年間    | 年間     | 來源   | 日平均 | 日平均 |
| 年   | 上車    | 下車    | 上下車計 | 來源   | 上車   | 上下車 |
| ---- | ------- | ------- | -------- | ------ | ------ | ------ |
| 2018 | 34,242  | 33,396  | 67,638   | [ 6 ]  | 433    | 856    |
| 2019 | 207,450 | 204,286 | 411,736  | [ 7 ]  | 568    | 1,128  |
| 2020 | 193,669 | 191,287 | 384,956  | [ 8 ]  | 529    | 1,052  |
| 2021 | 193,480 | 192,765 | 386,245  | [ 9 ]  | 530    | 1,058  |
| 2022 | 235,681 | 232,450 | 468,131  | [ 10 ] | 645    | 1,283  |
| 2023 | 299,141 | 298,458 | 597,599  | [ 11 ] | 820    | 1,637  |
| 2024 | 338,659 | 340,378 | 679,037  | [ 12 ] | 925    | 1,855  |

## 外部連結
- 交通部鐵路改建工程局-高雄計畫
- 交通部高雄市區鐵路地下化計畫[永久]
- 國營臺灣鐵路股份有限公司 – 民族車站 （页面存档备份，存于）